# Die drei Faulen

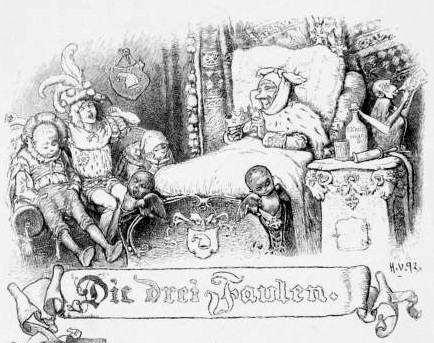
Illustration von Hermann Vogel

Die drei Faulen ist ein Schwank (ATU 1950). Er steht in den Kinder- und Hausmärchen der Brüder Grimm an Stelle 151 (KHM 151) und stammt aus Johannes Paulis Sammlung Schimpf und Ernst. Dieselbe Nummer trägt das folgende Die zwölf faulen Knechte.

## Inhalt
Ein sterbender König will von seinen Söhnen den faulsten als Erben einsetzen. Der erste sagt, er schließt zum Schlafen nicht mal die Augen, wenn ein Tropfen hineinfällt. Der zweite zieht am Feuer die Füße nicht zurück, wenn sie verbrennen. Der dritte würde den Strick nicht durchschneiden, wenn man ihn hängt. Er wird König.

## Herkunft

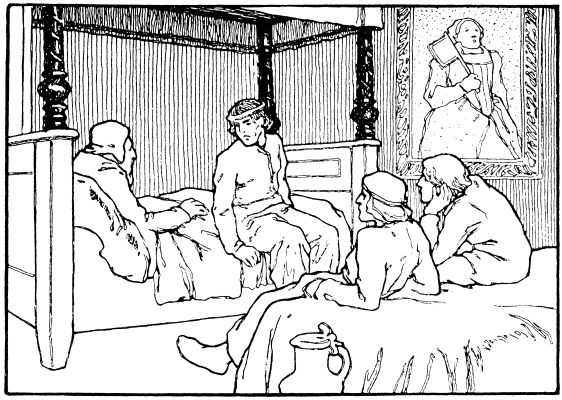
Illustration von Otto Ubbelohde, 1909

Grimms Anmerkung nennt die Quelle, Paulis Schimpf und Ernst „Cap. 243“, weiter Eyerings „Sprichwörter 2, 615“, Gesta Romanorum „deutsche Ausgabe Cap. 3. lat. Cap. 91“, „Bürgerlust Thl. 1. St. 48“, Abraham a St. Claras „Auserlesene Gedanken. Wien 1812. Thl. 1, 150“ und „1, 40. 41“, Kellers Fastnachtspiele „S. 86“, Fischarts „Flohhatz 48a“, ein Märchen von drei Faulen in Rumohrs Sammlung für Kunst und Geschichte „2, 171 folg.“, das aus einer vollständigen Straparola-Ausgabe sein müsse, Colshorn Nr. 83, „ein indisches Märchen von vier Braminen“ in Schlegels Indische Bibliothek „2, 265–268“, ein türkisches Märchen aus Konstantinopel von Moriz Hartmann in Kölnische Zeitung „1854 Nr. 175“, Fischarts Gargantua „79b“, ihre Anmerkung zu KHM 32 Der gescheite Hans. „Mündlich haben wir es auch gehört, drei faule Mädchen sitzen unter einem Nußbaum, das erste spricht, ‚wenn auch alle die reifen Nüsse herabfielen, ich möchte kein Reis schütteln‘. Das zweite, ‚wenn sie auch da lägen, wer wollte sie aufklauben?‘ Das dritte ‚ach, wer mag davon reden‘.“
Die mündliche Erzählung datiert laut Heinz Rölleke vor 1822, Quelle unbekannt. Paulis Text steht 1522 in Kap. 261. Pauli macht den Text am Ende zur Allegorie, wie Menschen aus Faulheit in Begierden verharren, und verdammt sind. Bei Grimm urteilt der Vater kurzerhand: „Du sollst der König seyn.“ Derart schwankhafte Umkehr des moralisierenden Sinns der Vorlage beobachtet man auch in KHM 162 Der kluge Knecht, vgl. auch KHM 178 Meister Pfriem.